# Flers-lez-Lille
Pour les articles homonymes, voir Flers.
Flers-lez-Lille [flɛʁs le lil] est une ancienne commune du Nord qui a formé en 1970 avec les villages d’Annappes et d’Ascq la ville nouvelle de Villeneuve-d'Ascq. Elle était simplement appelée Flers avant 1936. Elle était composée d’un village, appelé Flers-Bourg ou encore Flers, et de son hameau Flers-Breucq, tous deux quartiers de Villeneuve d'Ascq aujourd'hui.

## Géographie
Une carte de Flers de 1927 montre ses communes mitoyennes :
- Au nord : Mons-en-Barœul, Marcq-en-Barœul, Wasquehal.
- À l’est : Croix.
- Au sud : Annappes et Hem.
- À l’ouest : Annappes et Hellemmes.

### Délimitations de la commune
Le territoire de la commune de Flers d'autrefois était plus grand et en forme de trapèze. Il comprenait grosso modo les emplacements des quartiers actuels de Flers-Bourg où était situé le village, Château où était situé le château, Flers-Breucq où était situé le hameau et les industries, la moitié ouest de la Cousinerie où était installé l'aérodrome, ainsi que Les Prés, Sart-Babylone et la moitié ouest du Recueil.

## Administration
| Période                                  | Période      | Identité            | Étiquette | Qualité                                 |
| ---------------------------------------- | ------------ | ------------------- | --------- | --------------------------------------- |
| 1790                                     |              | Jean-Baptiste Bonte |           |                                         |
| 1800                                     | 1808         | L. J. Cardon        |           |                                         |
| 1904                                     | 1909         | Louis Lepers        |           |                                         |
| 1919                                     | 1924         | Louis Lepers        |           |                                         |
| 1924                                     | 1947         | Alfred Dequesnes,   | PS        |                                         |
| 1947                                     | février 1970 | Jean Desmarets      | CNIP      | maire de Villeneuve-d'Ascq par la suite |
| Les données manquantes sont à compléter. |              |                     |           |                                         |

## Population
Évolution démographique
| 1449 | 1498 | 1505 | 1793  | 1800  | 1806  | 1821  | 1831  | 1836  |
| ---- | ---- | ---- | ----- | ----- | ----- | ----- | ----- | ----- |
| 134  | 510  | 640  | 1 358 | 1 427 | 1 500 | 1 503 | 1 658 | 1 769 |

| 1841  | 1846  | 1851  | 1856  | 1861  | 1866  | 1872  | 1876  | 1881  |
| ----- | ----- | ----- | ----- | ----- | ----- | ----- | ----- | ----- |
| 2 074 | 2 271 | 2 363 | 2 569 | 2 893 | 2 784 | 2 948 | 3 180 | 3 363 |

| 1886  | 1891  | 1896  | 1901  | 1906  | 1911  | 1921  | 1926  | 1931  |
| ----- | ----- | ----- | ----- | ----- | ----- | ----- | ----- | ----- |
| 3 707 | 3 965 | 4 085 | 4 434 | 4 600 | 5 004 | 4 904 | 5 696 | 6 524 |

| 1936  | 1946  | 1954  | 1962  | 1968   | 1975 | 1982 | 1990 | 1999 |
| ----- | ----- | ----- | ----- | ------ | ---- | ---- | ---- | ---- |
| 7 265 | 7 283 | 7 742 | 9 902 | 10 561 | -    | -    | -    | -    |

## Héraldique
| Blason | Blasonnement : De gueules, au chef échiqueté d’argent et d’azur de trois tirés. |

## Toponymie
Il s'agit d'un type toponymique commun dans le Nord de la France : Flers (Somme), Fles 1030, Flers XIIIe siècle), Flers-en-Escrebieux (Nord), Flers (Pas-de-Calais)  et Flers (Orne). La localisation dans le Nord de la France incite les spécialistes à proposer l’étymon germanique (vieux bas francique) *hlar qui signifie « terrain marécageux, friche ou vaine pâture », à l'origine de l'ancien français larris, d'où le français lairis.
La préposition « lez » signifie « près de ». D'usage vieilli, elle n'est guère plus rencontrée que dans les toponymes, plus particulièrement ceux de localités. En règle générale, il s'agit d'une localité qui tient à se situer par rapport à une ville voisine plus grande. Flers se situe près de Lille.

## Histoire

### Villa de Flers
Étant donné que beaucoup de signes de présence gauloise ont été observés dans les villes voisines, notamment à Mons-en-Barœul et à Lezennes, il est probable que les champs de ces Gaulois débordaient sur le territoire de Flers à la fin de l’indépendance gauloise.
Les plus vieilles constructions connues à Flers apparaissent sous l’administration romaine. Ce sont principalement des fermes, dont certaines assez vastes, que l’on connait grâce à la fouille de l’une d’elles située dans les environs de l’actuel château de Flers. Édifiée au IIe siècle, reconstruite au IIIe siècle et ruinée définitivement au IVe siècle, la « villa de Flers » – on donne le nom de villa aux fermes de la région – couvrait une surface de 350 mètres carrés environ, sans les dépendances. Pour sa construction on avait employé du grès, des pierres et des tuiles de fabrication locale. Elle possédait une installation de chauffage par le sol, on y utilisait des meules en pierre, des poteries de fabrication locale, et même d’autres poteries amenées par le commerce de la région de Bavay ou du Massif central. Dans le cimetière proche, les restes des défunts étaient enterrés dans des urnes après incinération. Les champs situés en contrebas témoignent d’un effort d’aménagement considérable (épandage de craie, drainage par un réseau de fossés, apport de sable…). À cette époque, la région semble être à la pointe du savoir-faire gallo-romain. Les installations gallo-romaines disparaissent au IVe siècle et laissent alors place aux roseaux.

### Comté de Flandre
Quelques années plus tard, le comte de Flandre, installé à Lille, accapare le territoire de Flers avec le domaine d'Annappes. Tous les villageois sont désormais soumis au comte. En 1066, Baudouin V de Flandre donne, par la charte de dotation Saint-Pierre de Lille, une ferme à Flers. Le comte donne les terres de son domaine à ses vassaux. Ainsi en 1090, le seigneur du Breucq (Frumalde de Aqua) élève une motte (signe de puissance), un château et une basse-cour qui devient la cense du Breucq. Cette seigneurie était importante et occupait la forêt du Barœul depuis les abords de Lille jusqu’à Croix. Le pouvoir de la seigneurie du Breucq s'est étendu au cours des XIIe et XIIIe siècles de la Marque jusque Lille sur les paroisses de Fives, Flers et Marcq-en-Barœul. À cette époque, les marais séparaient et protégeaient les villages. Les seigneurs de Roques ascquois possédaient également des terres à Flers.
Au XIe siècle, les travaux ruraux à Flers se répartissent entre l’élevage dans les marais et surtout le bois dans le Barœul. La région compte une population de plus en plus importante et les habitations commencent à empiéter sur les marais de Flers. C’est à cette époque que des bourgeois lillois récupèrent la mairie comtale d’Annappes et que l’échevinage (conseil municipal) se charge de définir des règlements communs aux trois villages d’Annappes, Ascq et Flers.
Bien que le territoire soit riche, la population paysanne vit de manière très précaire, et doit subir plusieurs famines au XIVe et au XVe siècle, notamment durant l’année 1316 à la suite de mauvaises récoltes l’année précédente. Un autre malheur s’abat sur la région, la guerre. De 1297 à 1304, les troupes des Français de Philippe IV et celles des Flamands ravagent les cultures et brûlent le village. En 1340, au début de la Guerre de Cent Ans Flers est occupé militairement. En 1349, la peste noire s’abat sur la région. À cette époque, la population des trois villages diminue considérablement.
Au XIVe siècle, Flers dépend administrativement de l'échevinage d'Annappes, dans le quartier du Mélantois de la châtellenie de Lille.
Au XVe siècle, l’économie du village se redresse doucement, malgré les pestes périodiques, les mauvaises récoltes et la présence presque constante de militaires. Le blé n’étant plus rentable, l’économie de la région change. On se met à cultiver la guède pour colorer les tissus en bleu, le lin et le chanvre et l’élevage de moutons s’intensifie. Comme à Ascq, des tisserands de drap de laine travaillent à Flers. Après avoir été brûlée par les troupes de Louis XI, l’église Saint-Pierre est reconstruite ; les parties les plus anciennes de l’église Saint-Pierre de Flers remontent à cette époque.
En 1449, des enquêtes fiscales comptent 134 habitants à Flers ; la population est en 1498 de 510 habitants. En 1505, Flers compte 640 habitants. Le bétail devient aussi très nombreux : le cheptel est composé de 38 chevaux, 250 vaches et 415 moutons. Cependant, entre 30 % et 50 % de la population, parfois plus, est très pauvre et ne peut pas payer d’impôts, alors que se multiplient les seigneurs qui ont des droits tant sur les hommes que sur les choses. La région est encore touchée par les maladies, comme une peste en 1534 et la typhoïde dans les marais. Des maladies s’abattent aussi sur le bétail.
La région est déchirée par les guerres et le village fera partie successivement du Duché de Bourgogne, des Pays-Bas espagnols avant de devenir française en 1668 par le Traité d’Aix-la-Chapelle, à la suite de la conquête de la Flandre par Louis XIV.
Au début du XVIIe siècle, le village de Flers faisait partie de la vicomté de Croix. Le centre du bourg était un fief appartenant à la famille de Haynin depuis 1589. Après la mort de Henri de Haynin, en 1656, sa fille Bonne Françoise de Haynin reçoit la demeure de Flers, appelée « Domaine de Mastaing » qu'elle apporte en dot à son mariage en 1661 avec Michel de Kessel. Le domaine est remanié ou détruit pour laisser place au château.
Le village est le siège de plusieurs fiefs, pouvant parfois donner le titre de seigneur comme le fief de Rongy. Vers 1700, Pierre-Baudouin-Priez Cardon (ou Prietz-Cardon) (1657-1746), écuyer, est seigneur de Rollancourt, Douvrain? ou Douvrin?, Blocus, Rongy à Flers. Fils de Pierre Prietz, écuyer, et de Marie-Joseph Cardon, il nait à Douai en 1657, est licencié en droit à l'Université de Douai le 29 mars 1681, conseiller secrétaire du roi, maison et couronne de France vers 1700. Il relève les noms et armes des Cardon en vertu du testament de son grand-oncle Maurand Cardon qui l'a institué son héritier universel à ces conditions. Il meurt le 13 juin 1746, à 89 ans. Il a épousé le 30 septembre 1682 à Lille, Marie Françoise Breckvelt (1664-1741), née à Lille en juillet 1664 (baptisée le 10 juillet 1664) morte à Douai le 1er août 1741, à 77 ans. Elle était la fille d'Ignace Breckvelt, seigneur de la Haye, bourgeois de Lille, intendant du Mont-de-Piété  et de Barbe de le Beulque,.
Autre fief donnant le titre de seigneur, celui des Pretz : le 7 décembre 1628, Toussaint II des Barbieux est seigneur des Pretz. Le gouverneur de Lille délivre à cette date une sentence de noblesse à son bénéfice; il est fils de Toussaint Ier des Barbieux, échevin de Lille, bourgeois de Lille par relief (par reprise d'héritage) le 15 mars 1590, tondeur de draps, seigneur de Salomé, la Vigne, Breucq et les Pretz en 1626, déclaré écuyer dans les registres de la loi de Lille à partir de 1632 et de Marie L'Hermite. Sa sœur Marie des Barbieux est dite dame des Pretz . Elle prend pour mari  en 1614, Jean de Lannoy, capitaine d'une compagnie bourgeoise de Lille, anobli en 1641. Toussaint II des Barbieux faisait lui-aussi du commerce comme son père. il avait pour cousins germains François, qualifié d'écuyer dans les registres aux bourgeois de Lille; Jaspart, frère de François était licencié en droit, échevin de Lille en 1642.
Le 9 janvier 1609, à la requête du nouveau comte d'Annappes Jean de Roblès, les villages d'Ascq et Flers sont rattachés aux comté, échevinage et juridiction d'Annappes.

### XVIIIesiècle
En 1746, la commune compte 207 maisons et 648 habitants.
Le roi permet en 1774 le partage des marais entre les trois villages et leurs voisins, et ceux-ci seront asséchés en 1781. À cette même époque, l’alphabétisation progresse. La vie culturelle se développe aussi, avec des ducasses deux fois par an. On y fête aussi la Saint Jean, la Saint Martin et la Saint Éloi. À Flers sont organisés des concours de tir à l’arc très prisés où l'on couronne celui qui abat le geai. On note aussi l’apparition des cabarets, ou viennent se détendre villageois et villageoises ; le plus connu des environs est l’auberge de Maison-Celle à Ascq mais il n'y en a pas moins de huit à Flers dont un nommé Babylone qui donnera son nom à un quartier de Villeneuve-d'Ascq (Quartier Sart-Babylone).
Comme à Lille, il n’y a pas de révolution populaire chez les paysans en 1789 ; de plus les événements parisiens leur arrivent avec plusieurs jours de retard et ils sont occupés par la répartition de leur marais communaux. Néanmoins le château du Fresnoy (en face de la cense du Fresnoy, aujourd'hui Ferme d'en Haut) est détruit. En janvier 1790, Jean-Baptiste Bonte est élu maire de Flers. Son élection permet l’abolition de bon nombre des privilèges des seigneurs locaux. La révolution aura donc été douce et sans aucune violence.
En avril 1792, lors de la guerre contre l’Autriche, des régiments se regroupent entre Lille et la frontière des Pays-Bas autrichiens, pour être dirigés vers l’ennemi. Mais dès le premier affrontement à Baisieux, ils battent en retraite vers Lille où la foule massacre le général Dillon. Les Autrichiens dirigés par le duc de Saxe-Teschen assiège Lille, après avoir occupé Roubaix, Tourcoing et Lannoy. Cependant, ils lèvent le siège le 8 octobre dans l’impossibilité de s’emparer de la ville de Lille. La rivière la Marque sera pour deux ans une limite disputée entre les troupes républicaines et celles de la coalition formée contre la France. Le village en 1794 abrite plus de 6 000 hommes, et le château de Flers est le quartier du général Joudan. Les offensives reprennent au début de 1794, mais la victoire de Tourcoing du général Moreau, le 18 mai, repousse l’ennemi et permet la conquête de la Belgique.
Sous la Terreur, les biens des émigrés sont confisqués par le Comité de salut public local. De même, l’argenterie et les objets de cultes de l’église de Flers-Bourg sont inventoriés, envoyés à Lille et récupérés par l’État. Les trois églises d’Ascq, Annappes et Flers seront même vendues aux enchères le 29 septembre 1798, mais non démolies. Après le Concordat, elles seront rendues au culte.

### XIXesiècle
À partir de 1800, les maires sont nommés par le préfet. Pour Flers, le premier nommé sera L.J. Cardon. Les guerres de l’Empire sont gourmandes en individus et les hommes du village sont très nombreux à se mutiler ou à se cacher dans les carrières de Lezennes.
Dans la première moitié du XIXe siècle, Flers reste une commune très rurale. La politique de l’époque a très peu d’influence sur la population, qui s’adapte immédiatement à la royauté, la république et l’empire. Encore à cette époque, le village souffre des épidémies (choléra à Flers-Bourg en 1849) et de conditions de travail difficiles (repos dominical pas respecté, travail des enfants, etc.).
En 1876 est créée l'harmonie municipale de Flers bourg.
Au milieu du XIXe siècle, la progression de l’industrie fait se développer considérablement Lille et surtout Roubaix. Les nouvelles voies de communication désenclavent progressivement la commune. Les premiers tramways à chevaux atteignent Flers en 1880, mais son hameau du Breucq dépend de la gare ferroviaire de Croix et s’incorpore aux cités satellites roubaisiennes. Ces nouveaux moyens de transport développent à Flers l'industrie liée au textile, à la métallurgie et à l’alimentaire.
Cependant, le progrès évolue un peu vite pour Flers, ainsi en 1889 on y préconise que « la vapeur soit totalement abolie » pour les tramways et que l’on revienne à la traction par des chevaux. À cette même époque, les villageois sont assez méfiants vis-à-vis des Lillois dont la ville n’arrête pas de s'étendre et se rattache finalement à Roubaix et Tourcoing par la construction du Grand Boulevard. Cependant, les villageois commencent à accepter de faire partie de la métropole lilloise et encore plus de transports les relient aux villes et villages voisins. Une ligne tramway aujourd’hui disparue, appelée « petit mongy », relie les sites champêtres de Flers-Bourg, Hem et de Lannoy au début du XXe siècle.
L'école Pasteur est construite en 1883. Elle sera fermée à la rentrée 1979.

### XXesiècle
La France entre dans la Première Guerre mondiale où beaucoup de villageois moururent. À partir d'octobre 1914, les Allemands occupent la région, jusqu’à la libération par les Britanniques en octobre 1918.
Avec la montée en puissance de la métropole lilloise, de plus en plus de gens commencent à habiter en périphérie et la population du village augmente considérablement, davantage que celle des villages voisins. Ainsi en 1914, Flers compte 5 000 habitants et plus de 7 000 en 1939. Dans les années 1930, un écart de plus en plus important commence à se créer entre les deux parties de la commune. Le Bourg a gardé son caractère rural alors que le Breucq avec ses entreprises chimiques, textiles et métallurgiques se rapproche à la banlieue industrielle de Roubaix. Au Breucq, la crise économique frappe fort et l’agitation sociale est permanente. De 1925 à 1947, le conseil municipal est socialiste. Peu à peu, les industriels roubaisiens commencent à occuper les châteaux du Sart et du Recueil.
La région subit de plein fouet la Seconde Guerre mondiale. Pendant cette période, Flers dépend du commandement allemand de Bruxelles, et n’aura jamais fait partie du gouvernement de Vichy. L’occupation allemande durera de mai 1940 à septembre 1944 et la zone sera encore une fois libérée par les Britanniques.
En 1967, la communauté urbaine de Lille est créée et regroupe 89 communes dont Annappes, Ascq et Flers. Le 4 février 1970, lors d’une conférence de presse, les mairies d’Annappes, d’Ascq et de Flers annoncent que leurs communes vont fusionner. Le 25 février, Flers n’existe plus en tant que commune et devient un simple morceau de la ville nouvelle de Villeneuve-d'Ascq. À cette époque, Flers compte 10 500 habitants.

## Célèbres résidents
- Seigneur du Breucq, vassal du comte de Flandre au XIe siècle.
- Gilbert de Bourghelles, châtelain de Lille, seigneur de Quiquempois, remplaçant en Flandre de Baudouin IX de Flandre au XIIIe siècle.
- Colard de Rely, bourgeois, membre de la Chambre des Comptes de Lille, Seigneur des Près au XVe siècle.
- Les Noyelle, seigneurs de Flers au XVIe siècle.
- Famille de Haynin exerça ses droits sur un fief au centre du village depuis bien avant 1589.
  - Nicolas Antoine de Haynin (fils de Jean, échanson du Dauphin Jean de France -fils de Charles VI-, est né v1390 et de Jeanne de le Bouverie, dite de Viane, et époux de Jeanne de Roisin) est déjà seigneur du Breucq.
  - François de Haynin, fils de Jean le célèbre chroniqueur wallon et de Marie de Roisin, hérite en 1517 du Breucq (et d'autres terres plus importantes) de son grand-oncle Philippe de Haynin.
  - Gislain de Haynin (fils de François et d'Antoinette de Tenremonde, sa 3e épouse), est déjà seigneur du Breucq quand il devient le premier de sa maison à la seigneurie de Seclin, qu'il acquiert par achat aux chanoines du lieu.
  - Henri de Haynin, seigneur de Lesquin, propriétaire de la demeure de Flers ou « domaine de Mastaing », à l'emplacement du futur château.
  - Bonne Françoise de Haynin, sa fille, reçoit en 1656 le domaine de Mastaing en droit de jouissance.
- Famille de Kessel, seigneurs de Flers au XVIIe siècle.
  - Michel de Kessel, époux de Bonne Françoise de Haynin, bâtisseur du Château de Flers.
- Famille Baudequin Sainghin, seigneurs de Flers au XVIIIe siècle.
  - Philippe André de Baudequin, seigneur de Sainghin, reçoit la seigneurie de Flers et le château en 1747 de son cousin de Kessel.
  - Marie-Claire Josèphe de Baudequin, épouse de Ladislas de Diesbach en 1770.
- François Philippe Ladislas, comte de Diesbach Belleroche (1747-1822), vicomte d'Ervillers, seigneur des deux Achiet, Wanquetin, La Cour de Cugy, chevalier de St-Louis (1783), colonel-propriétaire du régiment de Diesbach (1785), député au Grand-Conseil de Fribourg (1814-1817), et lieutenant-général en France (1816), dernier seigneur de Flers (mais il n'habitera jamais au château).
- Jean-Baptiste Bonte, maire de Flers en 1790.
- L. J. Cardon, maire de Flers en 1800.
- Jean Desmarets (1910-2003), dernier maire de Flers (1947-1971), élu premier maire de Villeneuve-d'Ascq (1971-1977), chef de char et prisonnier pendant la Seconde Guerre mondiale. Une salle d'honneur porte son nom à Flers Breucq, et un square en son honneur sera inauguré en 2010 derrière le centre administratif communal Jean Jaurès, à Flers Bourg[19].